# Клиника Мюнхенского университета
Клиника Мюнхенского университета — медицинское учреждение. Считается одной из самых крупных университетских клиник в Германии и Европе. С 1 октября 1999 года клиника является обособленной организационной, финансовой и управленческой единицей Мюнхенского университета.
После берлинского Шарите клиника Мюнхенского университета с кампусом Инненштадт и Гросхадерн — самый большой медицинский комплекс максимального обеспечения в Германии.
В июне 2016 года клиника получила статус учреждения публично-правового характера, что предоставляет её правлению больше свободы в решении вопросов экономического характера. В качестве научного и учебного центра клиника сохраняет тесную связь с университетом.

## Кампус Инненштадт

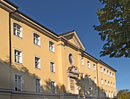
Кампус Инненштадт

Данное подразделение клиники Мюнхенского университета объединяет в себе отделения, территориально располагающиеся в центральной части города. В будущем все они будут объединены в многопрофильный центр, располагающий ресурсами для оказание амбулаторной и других видов первой медицинской помощи. Новое здание будет построено в дополнение к уже имеющейся медицинской клинике, находящейся по адресу Цимсенштрассе 1 (Ziemssenstr. 1) и располагать дополнительными 200 койко-местами, несколькими амбулаториями, отделением скорой помощи и родовым отделением.
После окончания строительных и реорганизационных работ, многие отделения, в том числе, педиатрическое, гинекологическое, отделение челюстно-лицевой хирургии, а также большую часть работы хирургического и терапевтического отделений, планируется перевести в Гросхадерн.
К кампусу Инненштадт относятся медицинская клиника IV, детская больница им. Августа фон Хаунера, отделение гинекологии на Майштрассе, отделения общей и челюстно-лицевой хирургии, психиатрии, офтальмологии и дерматологии. Кроме того, к Кампусу Инненштадт также относится ряд обучающих центров, среди которых — институты физиологии и анатомии. В 2010 году было завершено строительство здания подразделения детской и юношеской психиатрии.

## Кампус Гросхадерн

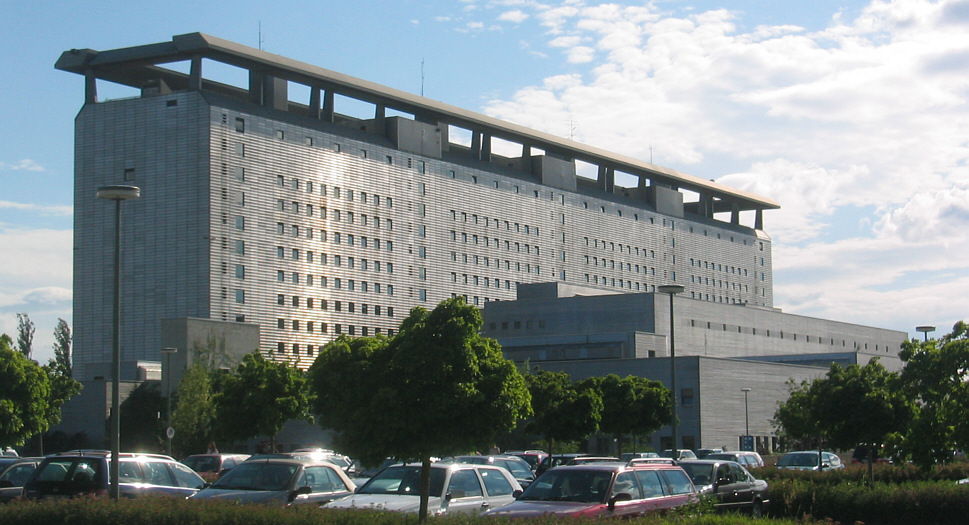
Клиника Гросхадерн

Клиника Гросхадерн находится в районе Хадерн и входит в состав клиники Мюнхенского университета. Данная клиника насчитывает 1210 койко-мест (по данным от 31 декабря 2014 г.). Совместно с прилегающими институтами клиника Гросхадерн представляет собой самый большой больничный комплекс в Мюнхене. В 1994 году был введен в эксплуатацию Центр Генетики, также аффилированный с ЛМУ. В 1999 году в HightTech CampusLMU, также находящийся в Хадерне, были переведены химический и фармацевтический факультеты. Вблизи также расположен открывшийся в 2015 году Биоцентр Мартинсрид, в котором располагается большая часть отделений биологического факультета. В 2006 году клиника Мюнхенского университета получила статус учреждения публично-правового характера. В состав клиники входят 44 подразделений, среди них — специализированные отделения, институты и департаменты.
Отделение трансплантационной медицины клиники Гросхадерн считается одним из ведущих по всей Германии. В перечень проводимых операций входят все клинически устоявшиеся методы трансплантации сердца, легкого, поджелудочной железы, почки, печени, а также комбинированная трансплантация поджелудочной железы и почки, сердца и легкого. Основными медицинскими направлениями клиники также являются онкология, неврология, заболевания сердечно-сосудистой системы и обмена веществ.
Междисциплинарный центр паллиативной медицины занимается обеспечением помощи неизлечимо больным пациентам. В июле 2014 года был открыт операционный центр в Гросхадерне, располагающий 32 операционными залами, междисциплинарным отделением скорой помощи, пятью реанимационными отделениями, стерилизационным отделением, а также амбулаторным операционным центром с четырьмя дополнительными операционными залами. На стадии строительства находятся центр детской паллиативной медицины, а также центр по изучению инсульта и деменции. С 1997 года в непосредственной близи от клиники Гросхадерн находится семейная гостиница «Дом Рональда Макдональда», в которой могут остановиться члены семьи детей, находящихся на лечении в клинике.
Наряду с оказанием медицинской помощи основными видами деятельности клиники являются клинические и теоретические исследования, а также учебная деятельность. К клинике также прикреплена школа обучения медицинского персонала.
На территории клиники Гросхадерн содержатся кареты скорой помощи и реанимационный вертолет «Кристоф Мюнхен».

## Как добраться до клиники
Кампус Инненштадт находится в зоне пешеходной доступности от главного вокзала, а также городского кольца, окружающего центр города. Кроме того, добраться до него можно с помощью 1, 2, 3 и 6 веток метро и на автобусе.
Клиника Гросхдарен располагается на окраине Мюнхена. В 1993 году была открыта одноименная станция метро, являющаяся конечной на 6-й ветке метрополитена. Многочисленные маршруты городских и региональных автобусов также связывают клинику с другими частями города.

## История

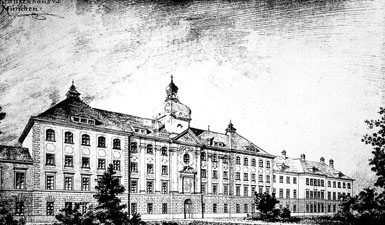
Историческое здание клиники

История клиники Мюнхенского университета насчитывает более двух веков и непосредственно связана с развитием медицинского факультета. Одним из четырёх основополагающих факультетов, легших в основу Высшей Школы в Ингольштаде, ведущей свой отсчет с 1472 года, был факультет медицины. В 1800 году университет был переведен в Ландсхут и получил наименование «Ludovico-Maximilianaea». Окончательный переезд университета в Мюнхен датируется 1825 годом. В 1999 году Кампус Инненштадт и Кампус Гросхадерн были объединены в клинику Мюнхенского университета.

## Клиника в числах
В 45 отделениях, институтах и других подразделениях клиники, оказывающих весь спектр медицинских услуг, насчитываются в общей сложности 2058 койко-мест. 9556 человек работают на обеспечение клиники медицинским, научным и учебным персоналом, 1651 из них — врачи, 2055 заняты в области медицинского обслуживания. Медицинско-технический персонал клиники насчитывает около 2100 человек. Ежегодно амбулаторному и стационарному лечению в клинике подвергаются около 520000 пациентов.